# 継承戦争
継承戦争（けいしょうせんそう、英語: War of succession）は、とある国家において君主権（王位や爵位）の継承危機を原因とする戦争。継承戦争では2人以上が追放された、または亡くなった君主の継承権を主張し、お互い譲らなかったことが戦争の引き金になる。また多くの場合外国が介入して一方と同盟するため、国際戦争に拡大する可能性もある。

## 継承戦争の一覧
- アンティオキア継承戦争（英語版）（1201年 - 1219年）
- シャンパーニュ継承戦争（英語版）（1216年 - 1222年）
- フランドル継承戦争（英語版）（1244年 - 1257年）
- テューリンゲン継承戦争（英語版）（1247年 - 1264年）
- エウボイア継承戦争（英語版）（1256年 - 1258年）
- リンブルフ継承戦争（英語版）（1283年 - 1289年）
- リューゲン継承戦争（英語版）（1326年 - 1328年、1342年 - 1354年）
- ブルターニュ継承戦争 （1341年 - 1364年）
- ブラバント継承戦争（フランス語版）（1356年 - 1357年）
- 第一次カスティーリャ継承戦争（1366年 - 1369年）
- リューネブルク継承戦争（英語版）（1370年 - 1388年）
- ゲルデルン継承戦争（英語版）（1371年 - 1379年）
- シュテッティン継承戦争（英語版）（1464年 - 1472年）
- 第二次カスティーリャ継承戦争（英語版）（1475年 - 1479年）
- ブルゴーニュ継承戦争（英語版）（1477年 - 1482年）
- ランツフート継承戦争（英語版）（1503年 - 1505年）
- ポルトガル継承戦争（英語版）（1580年 - 1583年）
- ポーランド継承戦争 (1587年 - 1588年)（英語版）
- ユーリヒ＝クレーフェ継承戦争（1609年 - 1614年）
- モンフェッラート継承戦争（フランス語版）（1613年 - 1617年）
- マントヴァ継承戦争（英語版）（1628年 - 1631年）
- ネーデルラント継承戦争（1667年 - 1668年）
- プファルツ継承戦争（1688年 - 1697年）、「大同盟戦争」や「アウクスブルク同盟戦争」とも
- スペイン継承戦争（1701年 - 1714年）
- ポーランド継承戦争（1733年 - 1738年）
- オーストリア継承戦争（1740年 - 1748年）
- バイエルン継承戦争（1778年 - 1779年）

下記は継承に関するが、一般的には「継承戦争」と呼ばれない戦争。
- ディアドコイ戦争（紀元前323年 - 紀元前281年）
- 第四次内乱（英語版）（811年 - 827年）
- イングランド無政府時代（1135年 - 1154年）
- 百年戦争（1337年 - 1453年）
- ビザンティン内戦 (1341年-1347年)（英語版）
- ポルトガル空位時代（英語版）（1383年 - 1385年）
- オスマン空位時代（英語版）（1402年 - 1413年）
- リトアニアの内戦 (1431年-1435年)
- 薔薇戦争（1455年 - 1487年）
- インカ内戦（英語版） （1529年 - 1532年）
- チュニス反乱（英語版）（1675年 - 1705年）
- ポルトガル内戦（1828年 - 1834年）、「ミゲリスタ戦争」とも
- カルリスタ戦争（1833年 - 1840年、1846年 - 1849年、1872年 - 1876年）

## 架空の継承戦争
- ジョージ・R・R・マーティンによる『氷と炎の歌』シリーズ、およびそれを原作とするドラマゲーム・オブ・スローンズでは王ロバート・バラシオンの死後、三人の継承者と複数の反乱独立勢力、海外で活動する前王朝の生き残りも含めた動乱が起きた。またシリーズの前史であり、ドラマ化もされた『炎と血』でも大規模な継承内乱が描かれている。